# Fort Valley (Arizona)
Fort Valley es un lugar designado por el censo ubicado en el condado de Coconino en el estado estadounidense de Arizona. En el Censo de 2010 tenía una población de 779 habitantes y una densidad poblacional de 39,35 personas por km².

## Geografía
Fort Valley se encuentra ubicado en las coordenadas 35°15′20″N 111°43′31″O / 35.25556, -111.72528. Según la Oficina del Censo de los Estados Unidos, Fort Valley tiene una superficie total de 19.8 km², de la cual 19.8 km² corresponden a tierra firme y (0%) 0 km² es agua.

## Demografía
Según el censo de 2010, había 779 personas residiendo en Fort Valley. La densidad de población era de 39,35 hab./km². De los 779 habitantes, Fort Valley estaba compuesto por el 95.12% blancos, el 0.26% eran afroamericanos, el 1.03% eran amerindios, el 0.26% eran asiáticos, el 0.26% eran isleños del Pacífico, el 1.54% eran de otras razas y el 1.54% pertenecían a dos o más razas. Del total de la población el 6.8% eran hispanos o latinos de cualquier raza.